# 刘思敬 (济南)
刘思敬（1231年—1283年），元朝济南路历城县（今山东省济南市）人，赐名哈八儿都。刘斌之子。
刘思敬袭父职，为征行千户。在忽必烈南征时，他跟随董文炳攻臺山寨，中流箭，伤重。中统三年（1262年），从平李璮，中统四年（1263年），升济南武卫军总管。至元三年（1266年），升侍卫亲军左翼副都指挥使。至元八年（1271年），为西川副统军，攻四川。在蜀与南宋军作战多年。至元九年（1272年）在成都大败宋嘉定守臣昝万寿。取嘉定、围重庆、克泸州，先后大败宋将张万、任庆、刘雄、张珏等。至元十二年（1275年）迫使泸、叙、忠、涪等部，及巴县筹胜、龟云、石筍等寨十九族，及西南夷五十六部，都来降附。至元十五年（1278年），破重庆，擒宋将张珏。累官四川北道宣慰使，因功，升为四川行省参知政事、江西行省参知政事。去世。追赠滨国公，谥忠肃。其弟劉思恭官至昭毅大将軍、右衛親軍都指揮使。